# Menhartice
Menhartice (německy Meinhardsdorf, dříve též Meinhorticz, Menhartycz, Menharticze, Menhartitz, Manhartitz) jsou obec v okrese Třebíč v Kraji Vysočina. Žije zde 136 obyvatel.
Menhartice se nacházejí tři kilometry jihozápadně od Jemnice, protéká jimi Bělčovický potok a prochází jimi silnice z Jemnice do Dešné.
Sousedními obcemi sídla jsou Dešná, Lovčovice, Radotice, Jemnice a Pálovice.

## Geografie
Ze severu na jih prochází přes území obce silnice II/410 z Jemnice do Plačovic, ze zastavěného území obce vychází západně silnice do Pálovic, ze západu a východu obchází zastavěné území obce užitková silnice. Podél jižní hranice území obce a následně severně vede užitková silnice k Pálovicím. 
Většina území obce je využívána zemědělsky, zalesněné je jen údolí Menhartického potoka severně od zastavěného území obce, severní okraj území obce a jihozápadní izolovaný les Hájek. Na východním okraji zastavěného území obce se nachází velký areál zemědělského družstva. 
Západně od území obce pramení Menhartický potok, dále teče východně, tvoří část východní hranice obce a protéká přes zastavěné území obce; na východním okraji zastavěného území obce se do něj vlévá Bělčovický potok a také jeho nepojmenovaná zdrojnice. Dále teče severně, ústí do něj nepojmenovaný potok a teče severně z území obce a po cca 600 metrech ústí do Želetavky. Bělčovický potok pramení jižně od území obce a následně tvoří část jihozápadní hranice území obce. Na západním okraji zastavěného území obce se nacházejí dva malé rybníky.
Většina území obce je rovinatá, nachází se cca v 470–490 metrech nad mořem, níže je však položeno údolí Menhartického potoka, to dosahuje cca 450 metrů nad mořem. Těsně za severovýchodní hranicí území obce se nachází nepojmenovaný kopec s kótou 486 metrů.
Zastavěné území obce se nachází téměř uprostřed území obce.

## Historie
První písemná zmínka o obci pochází z roku 1312, kdy se objevuje při obdarování oslavanského kláštera. Dle jiných zdrojů jsou Menhartice poprvé písemně zmíněny v roce 1349 (de Mainhorticz ... in Manhorticz), roku 1370 měly být v majetku Smila z Police, kdy ten je prodal Ondřejovi z Menhartic. Mezi lety 1392 a 1412 v obci stála tvrz. Nedaleko obce se nacházela vesnice Krajovice s tvrzí, ta je poprvé písemně zmíněna v roce 1409, tvrz i vesnice zanikly v době česko-uherských válek.
Roku 1398 odkoupil vesnici Kunš z Lovčovic, dalším majitelem byl v roce 1466 Machna a pak v roce 1484 Václav z Menhartic, ten v roce 1511 prodal Menhartice Mikulášovi a Volfovi z Nové Vsi. V roce 1602 pak zakoupili Menhartice poručníci dětí Tasova Meziříčského a Menhartice se staly součástí jemnického panství.
V roce 1609 pak Kateřina Mezičíčská prodala jemnické panství Zikmundovi z Tiefenbachu, v roce 1617 pak panství získal Jindřich Zahrádecký ze Zahrádek a ten pak v rámci stavovského povstání poprosil o odpuštění u císaře a majetky mu tak nebyly zabaveny. V roce 1627 Jindřich Zahrádecký zemřel a zadlužené panství podědily jeho děti. V roce 1628 získal panství Fridrich Jankovský z Vlašimi, Jankovští z Vlašimi vlastnili město až do roku 1736, kdy zemřel Maximilián Arnošt Jankovský bez dědice a tak v roce 1755 získal panství Maximilián Daun. Daunové drželi panství až do roku 1815, kdy je získal Jan Filip Stadion, v roce 1826 pak panství odkoupila Marie Terezie Trauttmansdorfová, roku 1841 pak panství zakoupil Alfons Pallavicini, a v majetku rodiny Pallavicini bylo panství až do roku 1945.
V roce 1911 byla založena škola, ta byla zrušena v roce 1966. Roku 1924 byla ve vsi založena Domovina, v roce 1938 byla vesnice elektrifikována. Po skončení druhé světové války bylo v obci roku 1951 založeno JZD, to se však hned roku 1953 rozpadlo, ale v roce 1957 bylo znovu založeno a následně v roce 1966 se sloučilo s JZD Lovčovice a pak v roce 1975 s JZD Bačkovice-Radotice a JZD Pálovice. V roce 1991 se JZD privatizovalo na Zemědělské družstvo Menhartice.
V dubnu 2025 se v obci uskutečnilo místní referendum o výstavbě větrného parku.

## Obyvatelstvo
| Rok            | 1869 | 1880 | 1890 | 1900 | 1910 | 1921 | 1930 | 1950 | 1961 | 1970 | 1980 | 1991 | 2001 | 2011 | 2021 |
| -------------- | ---- | ---- | ---- | ---- | ---- | ---- | ---- | ---- | ---- | ---- | ---- | ---- | ---- | ---- | ---- |
| Počet obyvatel | 210  | 201  | 203  | 225  | 233  | 253  | 233  | 198  | 175  | 140  | 163  | 146  | 162  | 137  | 127  |
| Počet domů     | 32   | 34   | 35   | 37   | 37   | 38   | 40   | 42   | 40   | 39   | 41   | 42   | 43   | 48   | 47   |

## Obecní správa
Do roku 1849 patřily Menhartice do jemnického panství, od roku 1850 patřily do okresu Dačice, pak od roku 1896 do okresu Moravské Budějovice, pak od roku 1949 do okresu Dačice a od roku 1960 do okresu Třebíč. Od 1. dubna 1967 do 31. prosince 1979 patřily Menhartice pod Menhartice-Lovčovice a od 1. ledna 1980 do 31. prosince 1992 byla obec začleněna pod Jemnici, následně se obec osamostatnila.

### Obecní symboly
Dne 25. dubna 2018 bylo schváleno usnesením výboru pro vědu, vzdělání, kulturu, mládež a tělovýchovu udělení znaku a vlajky obce. Znak a vlajka byly obci uděleny rozhodnutím předsedy Poslanecké sněmovny Parlamentu České republiky dne 3. května 2018.

## Politika
Od roku 2014 do roku 2018 byla starostou obce Božena Gliganičová, od roku 2018 tuto funkci zastává Karel Niederhafner.

### Volby do Poslanecké sněmovny
|       | 2006               | 2010               | 2013               | 2017               | 2021               |
| ----- | ------------------ | ------------------ | ------------------ | ------------------ | ------------------ |
| 1.    | KDU-ČSL (30,58 %)  | ČSSD (20,28 %)     | KSČM (18,33 %)     | ANO (27,39 %)      | ANO (34,93 %)      |
| 2.    | ČSSD (24,7 %)      | VV (17,39 %)       | ČSSD (16,66 %)     | KDU-ČSL (17,8 %)   | SPOLU (31,32 %)    |
| 3.    | KSČM (17,64 %)     | TOP 09 (17,39 %)   | ANO 2011 (15,0 %)  | SPD (15,06 %)      | SPD (8,43 %)       |
| účast | 72,03 % (85 z 118) | 60,87 % (70 z 115) | 54,46 % (61 z 112) | 66,67 % (74 z 111) | 69,17 % (83 z 120) |

### Volby do krajského zastupitelstva
|      | 1.                       | 2.                | 3.                  | účast              |
| ---- | ------------------------ | ----------------- | ------------------- | ------------------ |
| 2000 | 4KOALICE (47,05 %)       | SV (15,68 %)      | SNK (11,76 %)       | 53,09 % (60 z 113) |
| 2004 | KDU-ČSL (40,81 %)        | KSČM (22,44 %)    | ODS (16,32 %)       | 42,37 % (50 z 118) |
| 2008 | KDU-ČSL (29,68 %)        | ČSSD (26,56 %)    | KSČM (17,18 %)      | 55,65 % (64 z 115) |
| 2012 | KDU-ČSL (27,65 %)        | KSČM (21,27 %)    | ČSSD (14,89 %)      | 44,64 % (50 z 112) |
| 2016 | STO (25 %)               | KDU-ČSL (23,07 %) | SPD + SPO (13,46 %) | 46,55 % (54 z 116) |
| 2020 | KDU-ČSL (35 %)           | ANO (25 %)        | Piráti (15 %)       | 37,84 % (42 z 111) |
| 2024 | ODS+TOP 09+STO (32,07 %) | KDU-ČSL (20,75 %) | ANO (20,75 %)       | 47,37 % (54 z 114) |

### Prezidentské volby
V prvním kole prezidentských voleb v roce 2013 první místo obsadil Miloš Zeman (17 hlasů), druhé místo obsadil Vladimír Franz (14 hlasů) a třetí místo obsadil Jan Fischer (11 hlasů). Volební účast byla 67,86 %, tj. 76 ze 112 oprávněných voličů. V druhém kole prezidentských voleb v roce 2013 první místo obsadil Miloš Zeman (43 hlasů) a druhé místo obsadil Karel Schwarzenberg (29 hlasů). Volební účast byla 65,45 %, tj. 72 ze 110 oprávněných voličů.
V prvním kole prezidentských voleb v roce 2018 první místo obsadil Miloš Zeman (30 hlasů), druhé místo obsadil Jiří Drahoš (18 hlasů) a třetí místo obsadil Pavel Fischer (14 hlasů). Volební účast byla 68,47 %, tj. 76 ze 111 oprávněných voličů. V druhém kole prezidentských voleb v roce 2018 první místo obsadil Miloš Zeman (46 hlasů) a druhé místo obsadil Jiří Drahoš (31 hlasů). Volební účast byla 71,30 %, tj. 77 ze 108 oprávněných voličů.
V prvním kole prezidentských voleb v roce 2023 první místo obsadil Andrej Babiš (36 hlasů), druhé místo obsadila Danuše Nerudová (21 hlasů) a třetí místo obsadil Petr Pavel (18 hlasů). Volební účast byla 80,53 %, tj. 91 ze 113 oprávněných voličů. V druhém kole prezidentských voleb v roce 2023 první místo obsadil Andrej Babiš (46 hlasů) a druhé místo obsadil Petr Pavel (42 hlasů). Volební účast byla 77,88 %, tj. 88 ze 113 oprávněných voličů.

## Pamětihodnosti
- Krucifix
- Venkovská usedlost čp. 4

## Osobnosti
- Jan Dočekal (1907–1988), kněz
- Petr Novák (1891 nebo 1895–1976), generál